# 武蔵野八幡宮

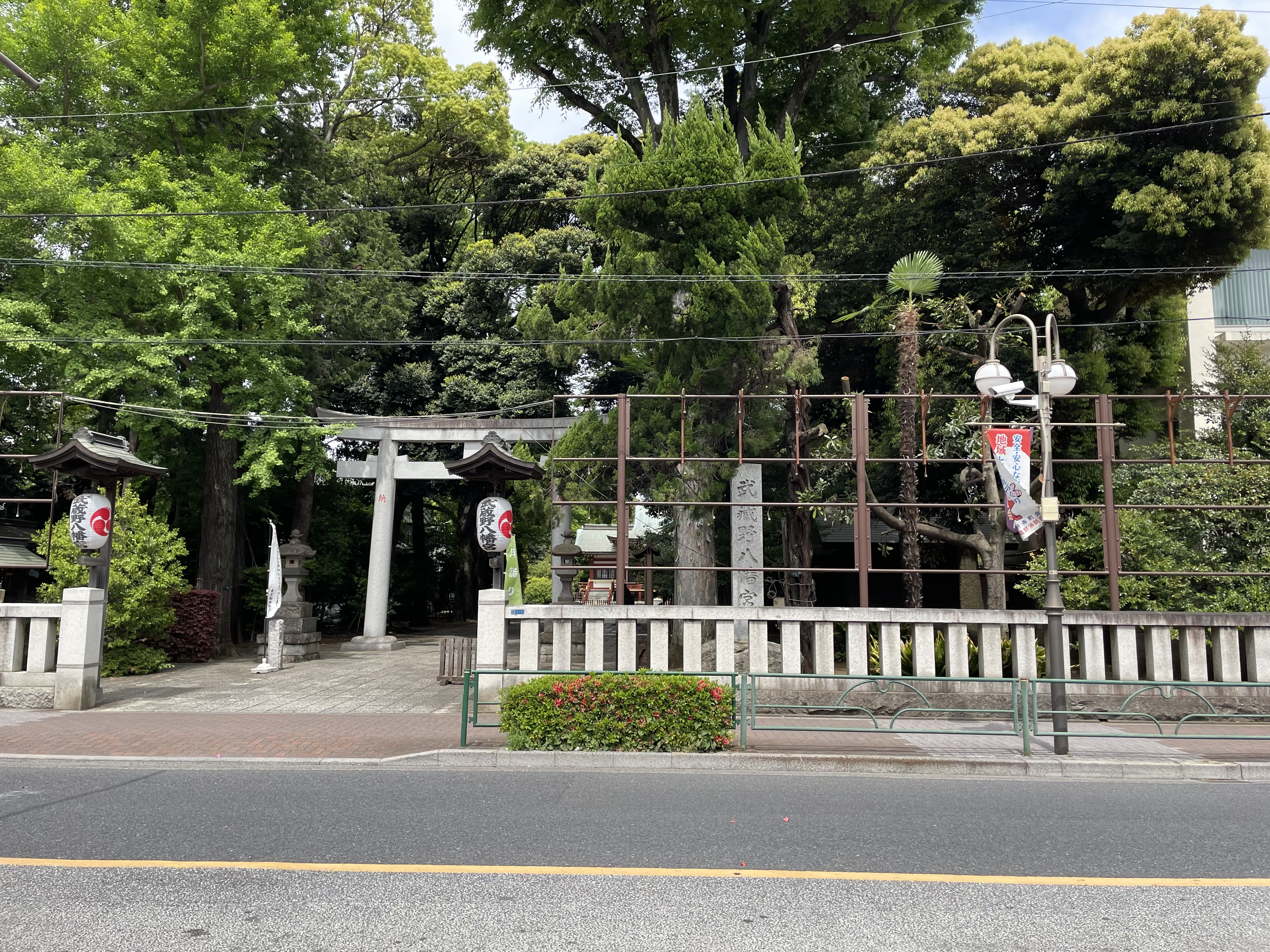
鳥居

武蔵野八幡宮（むさしのはちまんぐう）は、東京都武蔵野市の神社。武蔵野吉祥七福神の寺社の一つである。

## 歴史
789年（延暦8年）に創建された。坂上田村麻呂が宇佐神宮の分霊を現在の水道橋駅付近に勧請したと言われている。江戸時代に明暦の大火によって本郷元町（現：東京都文京区本郷一丁目、水道橋駅付近）にあった「諏訪山吉祥寺」とその門前町が焼失した際に、門前町と周辺町民に移転を命じて、1661年（寛文元年）に武蔵野原野に「吉祥寺村」が開村し、その移住と共に武蔵野に遷座して来た。吉祥寺村開村と同時に、吉祥寺村の鎮守となった。
境内には、「神田御上水井之頭辨財天」と彫られた井の頭弁財天行きの道標が残されている。

## 文化財
- 武蔵野八幡宮の蕨手刀（武蔵野市指定有形文化財 昭和56年3月23日指定）[4]

## 交通アクセス
- 吉祥寺駅より徒歩7分（経路案内）。